# Kosmos 755
Kosmos 755, sovjetski vojni navigacijski i komunikacijski satelit iz programa Kosmos. Vrste je Parus.
Lansiran je 14. kolovoza 1975. godine u 13:29 s kozmodroma Pljesecka, s mjesta 132/1. Lansiran je u nisku orbitu oko planeta Zemlje raketom nosačem Kosmos-3M 11K65M. Orbita mu je 971 km u perigeju i 1012 km u apogeju. Orbitne inklinacije je 82,90°. Spacetrackov kataloški broj je 8072 COSPARova oznaka je 1975-074A. Zemlju obilazi u 104,93 minute.
Iz misije je ostao još jedan dio koji je ostao kružiti u niskoj orbiti.

## Vanjske poveznice
- N2YO.com Search Satellite Database (engl.)
- Celes Trak SATCAT Format Documentation (engl.)
- Kunstman  Arhivirana inačica izvorne stranice od 12. kolovoza 2019. (Wayback Machine) Satellites in Orbit (engl.)